# Demonax decipiens
Demonax decipiens là một loài bọ cánh cứng trong họ Cerambycidae.